# Madame de La Pommeraye
Pour les articles homonymes, voir Pommeraye.
Madame de la Pommeraye est un personnage du roman Jacques le fataliste et son maître de Denis Diderot.

## Autres apparitions
L'histoire de Madame de la Pommeraye a été reprise au cinéma par Fritz Wendhausen dans Les Intrigues de Madame de La Pommeraye (1922), Robert Bresson dans Les Dames du bois de Boulogne (1945) et Emmanuel Mouret dans Mademoiselle de Joncquières (2018).